# Bachegowdanahalli, Heggadadevankote
Bachegowdanahalli là một làng thuộc tehsil Heggadadevankote, huyện Mysore, bang Karnataka, Ấn Độ.